# Alfred Buskqvist
Alfred Buskqvist, född 21 maj 1996, är en svensk längdskidåkare som tävlar för IK Stern och Team Ramudden i Ski Classics. Han har tidigare deltagit i juniorvärldsmästerskapen i nordisk skidsport och gjorde världscupdebut den 31 januari 2021 i Falun.